# Musikfabrik Niederösterreich
Die Musikfabrik Niederösterreich ist ein gemeinnütziger Verein und Partner der Abteilung für Kunst und Kultur beim Amt der NÖ Landesregierung. Sie fördert Musik unserer Zeit - ohne stilistische Grenzen. Kernstück der Vereinstätigkeit ist die Initiative „musik aktuell – neue musik in niederösterreich“ mit jährlich wechselndem Themenschwerpunkt. Im Zuge dessen werden jährlich durchschnittlich rund 130 Konzerte und Workshops in Koproduktion mit lokalen Veranstaltern in NÖ realisiert.

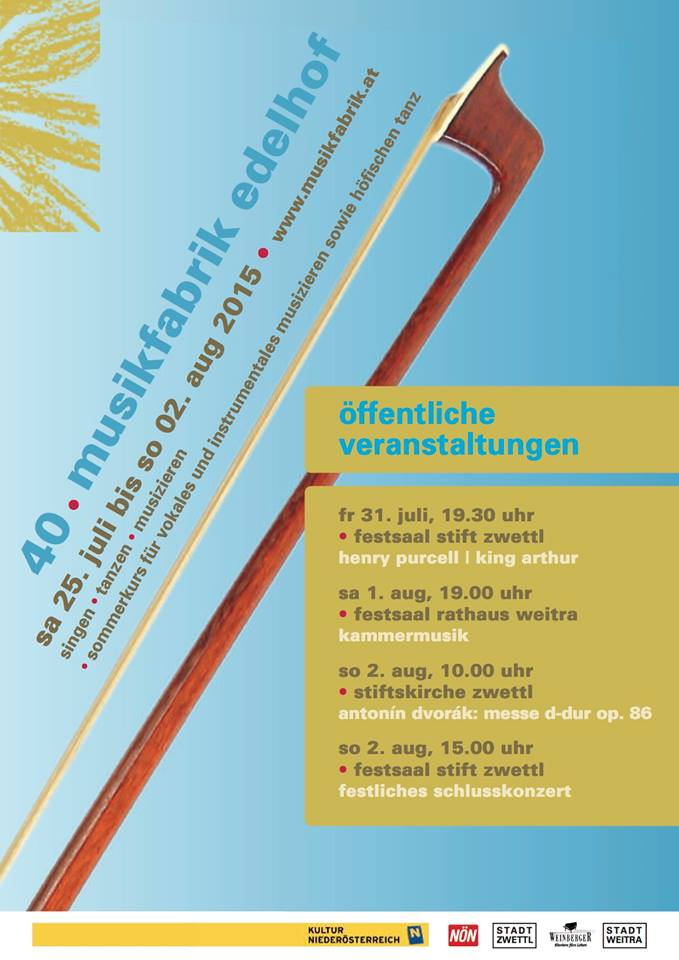

Hinzu kommen Weiterbildungsangebote: Unter dem Titel NÖ Jazzakademie werden Workshops im Bereich Jazz für Anfänger und Fortgeschrittene angeboten sowie Lehrgänge in Kooperation mit der Universität für Weiterbildung Krems (Zentrum für Angewandte Musikforschung) - darunter der Universitätslehrgang  Jazz in Contemporary Music und der Universitätslehrgang Strings in Improvised Music. Zudem organisiert die Musikfabrik NÖ Sommerworkshops auf dem Gebiet der Vokalmusik und Kammermusik wie den Chorleitungslehrgang und die Musikfabrik Yspertal.

## Die Geschichte
Die Musikfabrik NÖ geht auf eine Initiative des ehemaligen Rektors der Universität für Musik und Darstellende Kunst in Wien, Erwin Ortner zurück. 1990 wurde der Verein mit dem Ziel gegründet, gegenwärtige Musik in all ihrer Vielfalt zu fördern und für ein breiteres Publikum attraktiv zu machen. Um das Publikum nicht nur durch „Frontalpräsentation“ in Konzerten mit zeitgenössischer Musik zu konfrontieren, wurde ein ergänzendes Vermittlungskonzept entwickelt, das Interessierten die Möglichkeit bietet, sich in Weiterbildungsangeboten durch aktives Singen und Musizieren im Bereich Neue Musik zu vertiefen.
Gottfried Zawichowski (* 1960) hat die Musikfabrik NÖ gegründet und war von 1996 bis 2024 auch ihr Geschäftsführer. Seit Jänner 2025 hat Eva-Maria Bauer (* 1985) die Leitung der Musikfabrik NÖ inne. Sie hat Musikwissenschaft mit Schwerpunkt auf Diskurs- und Popularmusikforschung an der Universität Wien studiert und war zuvor langjährige Mitarbeiterin an der Musikfabrik NÖ. Seit Februar 2024 ist sie zudem Präsidentin des Österreichischen Musikrats, des Dachverbands der Interessensvertretungen für Musik in Österreich.

## Publikationen
- Zawichowski, Gottfried: musik aktuell – neue musik in nö. Darstellung und Analyse des Konzeptes zur Förderung zeitgenössischer Musik in Niederösterreich auf überregionaler Ebene. Dipl. Universität Wien, Wien 2007